# Château de la Roque (Meyrals)
Pour les articles homonymes, voir Château de la Roque (homonymie).
Le château de la Roque ou château de la Roque des Péagers est un château situé à Meyrals dans le Périgord noir.

## Historique
Sa construction date du XIIe siècle, peut-être plus ancienne.
Fief des Beynac et des Beaumont, Christophe de Beaumont archevêque de Paris (1703-1781), y est né et y a été envoyé en exil en 1754 par Louis XV après avoir condamné Émile ou De l'éducation de Jean-Jacques Rousseau, le roi recherchant l'apaisement dans le conflit avec le Parlement de Paris.
Le château a été inscrit monument historique le 5 novembre 1927 et les fresques  du XVIe siècle décorant l'oratoire du château ont été classées le 1er octobre 1963.

## Architecture
Le château de la Roque des Péagers est bâti sur le versant sud d'un site défensif (oppidum/dunon) datant de La Tène, au-dessus d'un front de falaises abritant des cluzeaux, dominant la vallée du Moulant (ruisseau affluent de la rivière Dordogne) située entre les communes de Castels, Meyrals et Saint-Cyprien.
Il est séparé de la colline par une douve sèche, sa cour intérieure est défendue par un châtelet d'entrée du début du XVIIe siècle, il possède deux logis du XVe siècle bâtis en équerre et deux tours à mâchicoulis, l'une carrée et l'autre ronde, reliées par un pavillon à tourelle aux fenêtres Renaissance.
Construits sur un rocher, les différents corps de logis comportent deux étages sous toiture en ardoise à deux pans. Ils enferment la cour et sont accostés des deux tours rondes à couverture en poivrière et d'une tour carrée à toiture à quatre pans couverte de lauzes(lause ou lauze - du provenç. Lauza: dalle; du gaul. Lausa: losange - pierre plate utilisée comme dalle ou comme tuile).
Dans la tour carrée, l'oratoire est orné de remarquables peintures murales du début du XVIe siècle. Sur la voûte on peut voir Dieu le père et les 4 évangélistes, sur les murs des scènes de la Passion et une Annonciation au chevet, une mise au tombeau où sont représentés le seigneur des lieux François de Beynac et Jeanne de Salignac, une Crucifixion et un Saint-François (une reproduction de ces fresques est visible au Musée des Monuments Français de Paris). (Classé aux M.H en 1963)

Le château de La Roque en Périgord noir, commune de Meyrals, Dordogne, France.
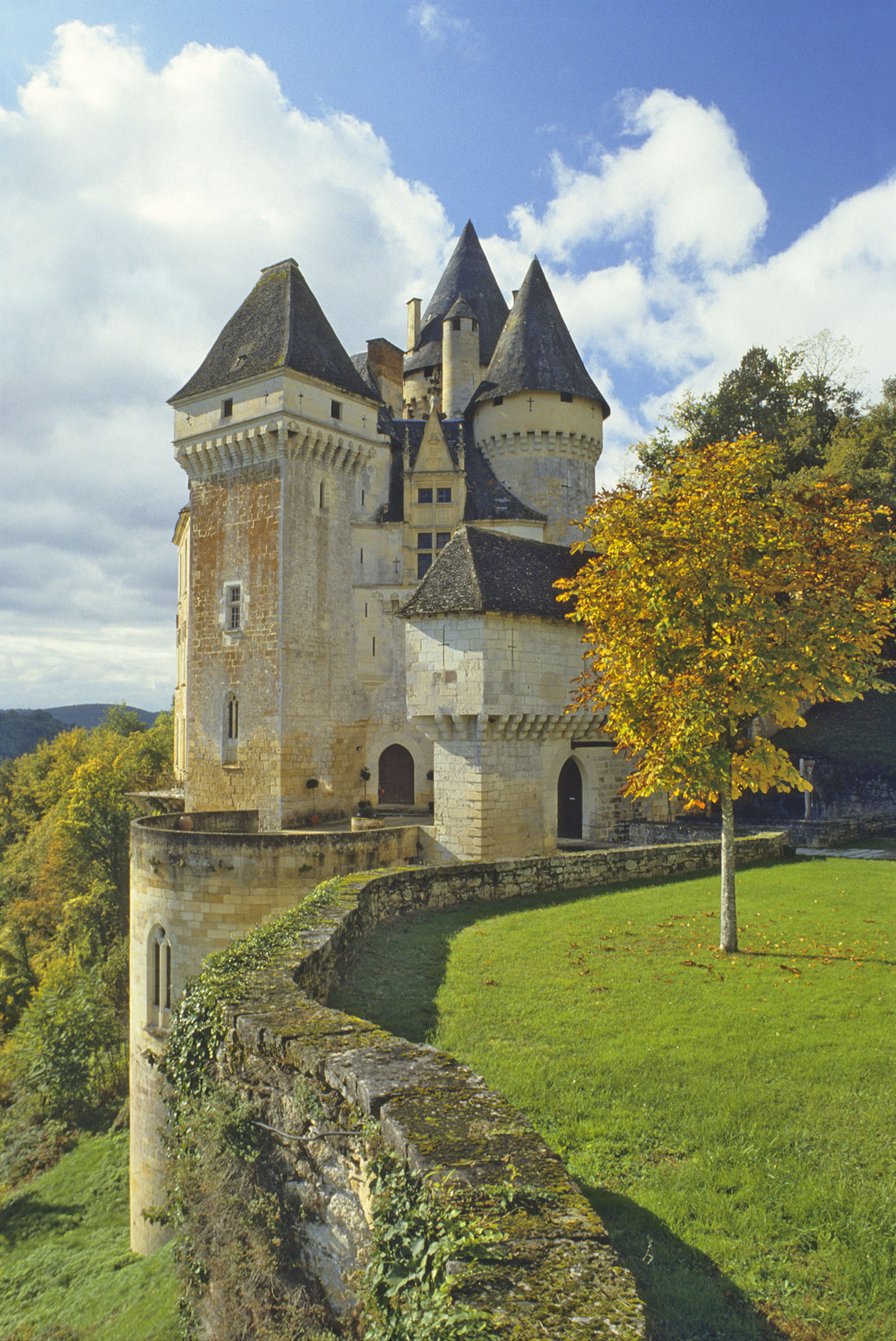
Vue d'ensemble N.E.
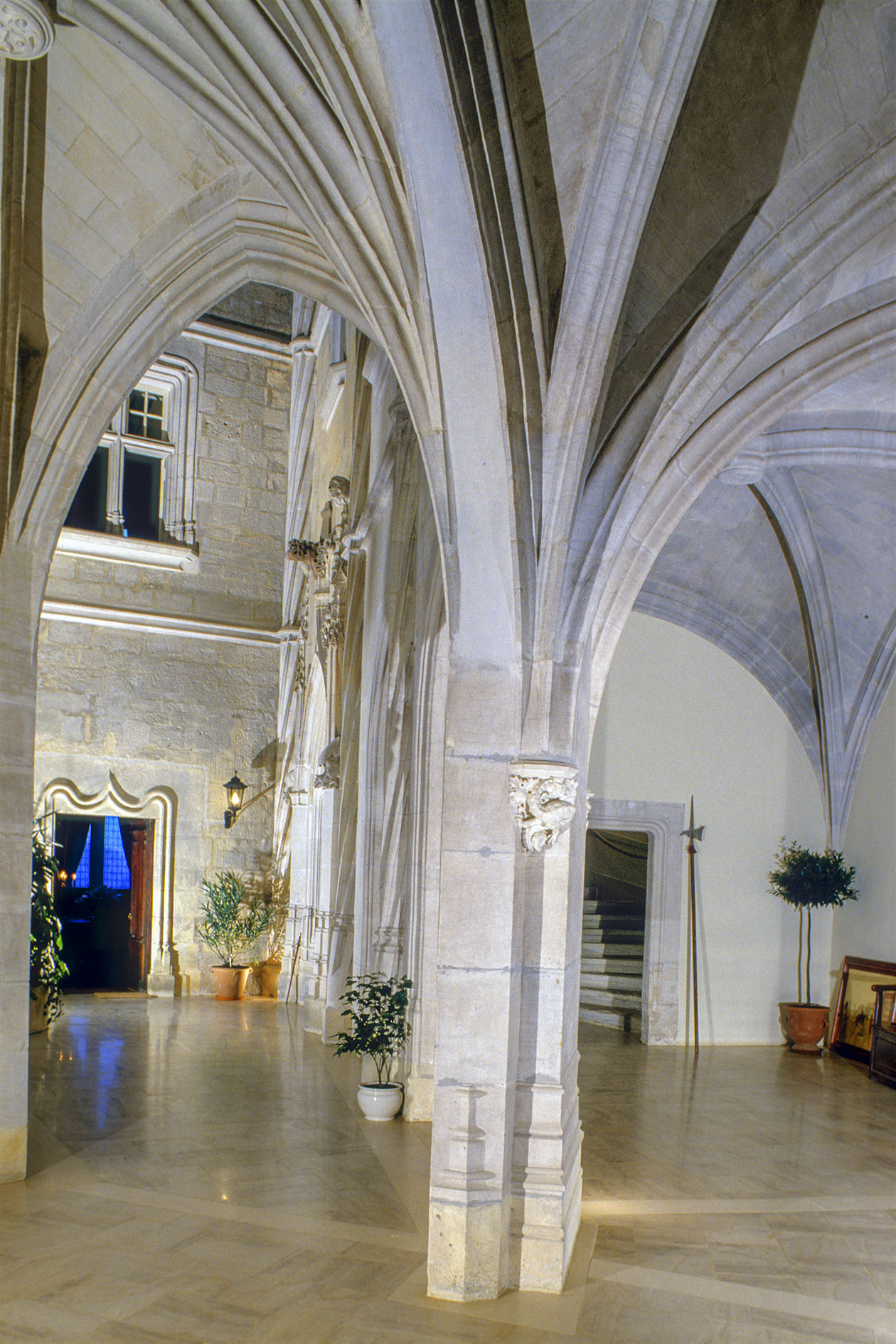
L'entrée
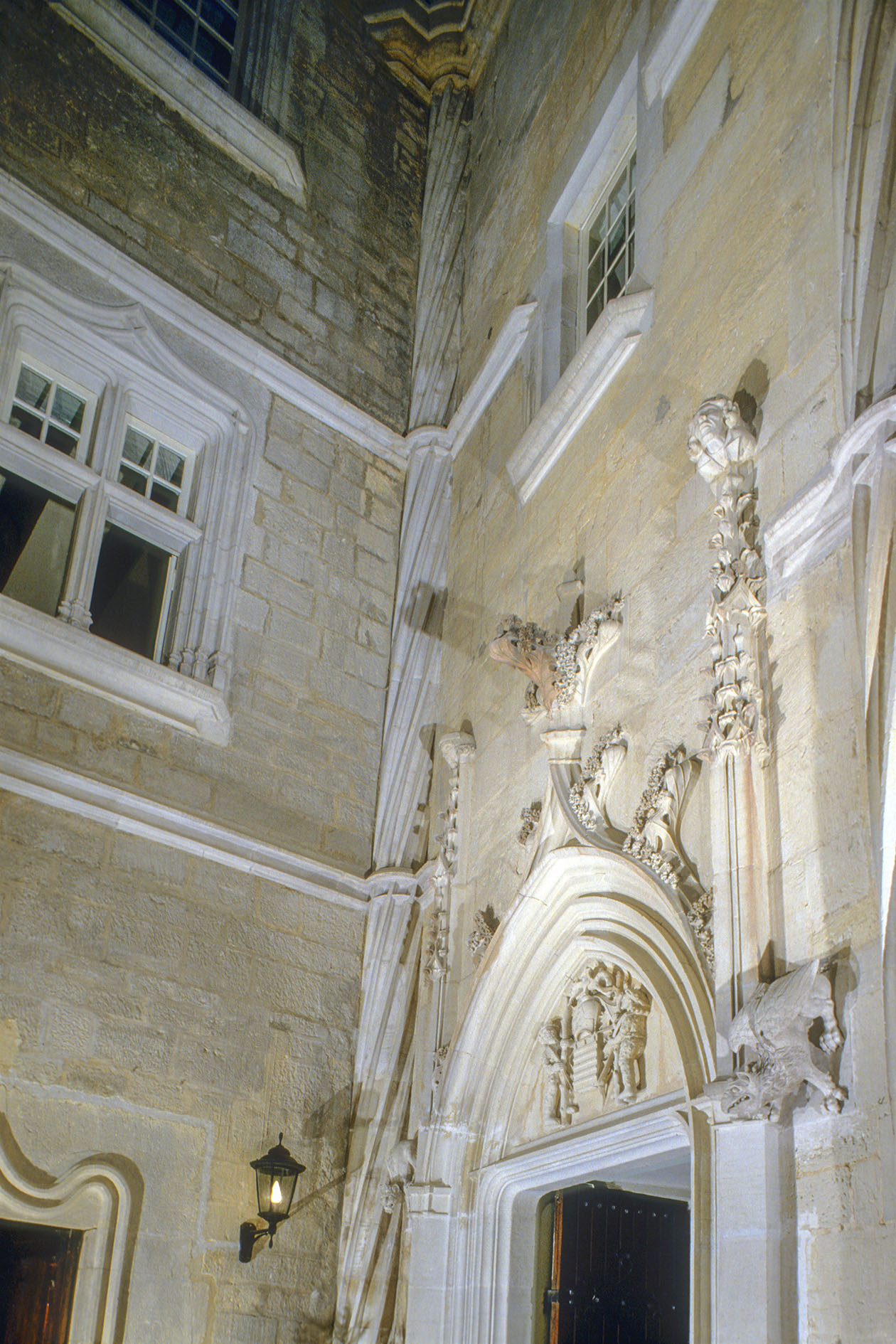
Portail intérieur
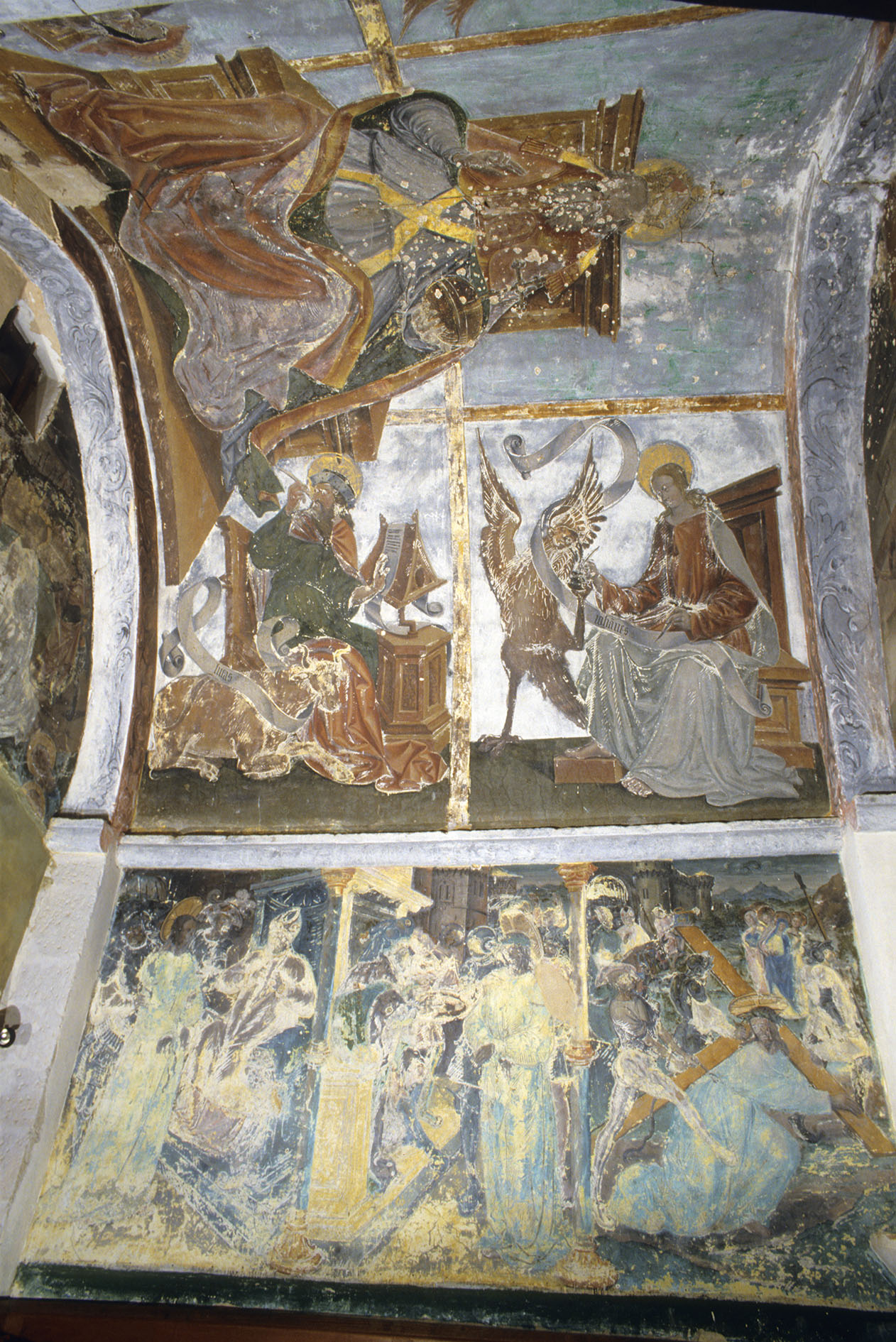
Fresques de l'oratoire